# Présidence italienne du Conseil de l'Union européenne en 1996
La présidence italienne du Conseil de l'Union européenne en 1996 désigne la dixième présidence du Conseil de l'Union européenne, effectuée par l'Italie depuis la création de l'Union européenne en 1958. 
Elle fait suite à la présidence espagnole de 1995 et précède celle de la présidence irlandaise du Conseil de l'Union européenne à partir du 1er juillet 1996.